# Dolmen de Menez Landu
Le dolmen de Menez Landu est un dolmen situé sur la commune de Plomeur, dans le département français du Finistère.

## Historique
En 1835, de Fréminville mentionne deux dolmens dont un en mauvais état. En 1877, dans sa Statistique, René-François Le Men ne mentionne qu'un seul dolmen dont il ne demeure que la table de couverture. En 1878, Louis Flagelle signale « les restes d'un dolmen et d'un tumulus fouillé ». En 1907, du Chatellier signale la découverte d'un petit mobilier, dont une lame de silex de 20 cm de longueur, découvert sur le site et vendu à des Anglais. Au début des années 1980, les travaux de rectification de la route départementale voisine entraîne la mise au jour du vieux sol contenant des pierres rougies, des charbons et des tessons de céramique correspondant à l'étalement du tumulus.

## Description
Le dolmen est constitué de trois orthostates et d'une unique table de couverture en granite, la dalle de chevet étant constituée d'un granite plus fin. 